# ボルボ・FH/FM

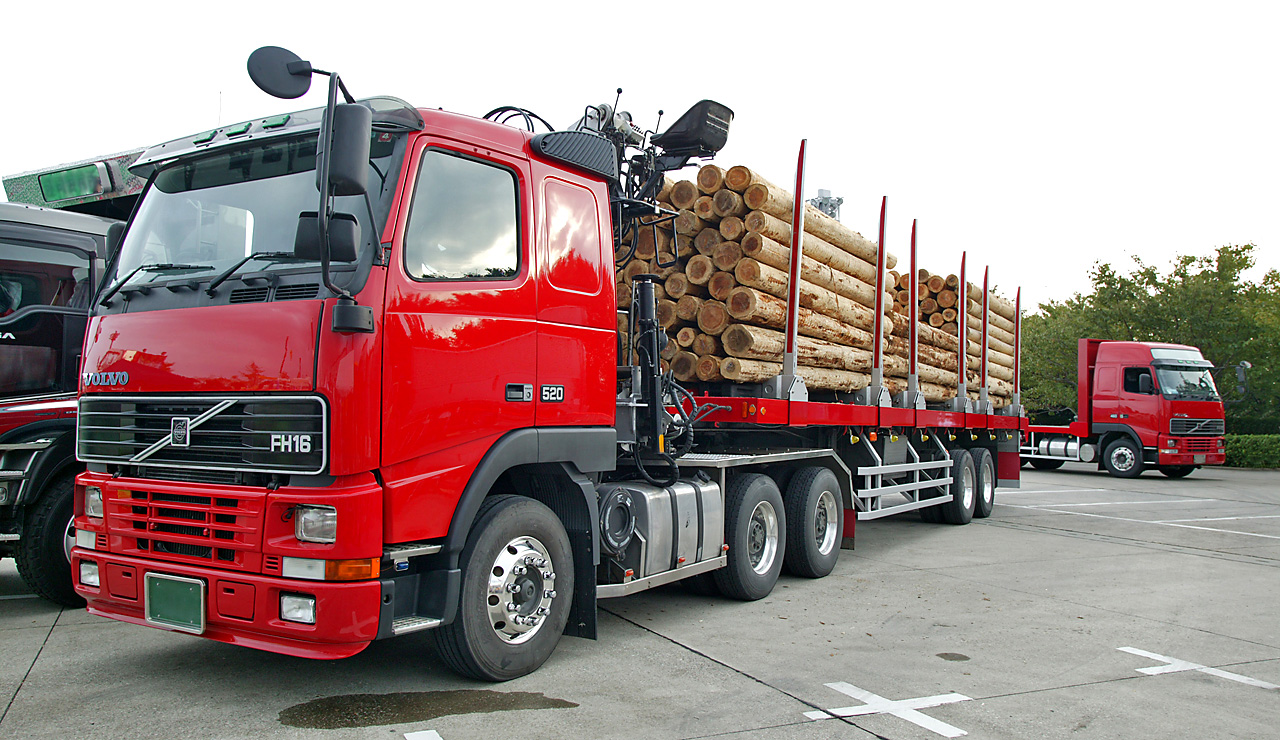
FH16（前期型）

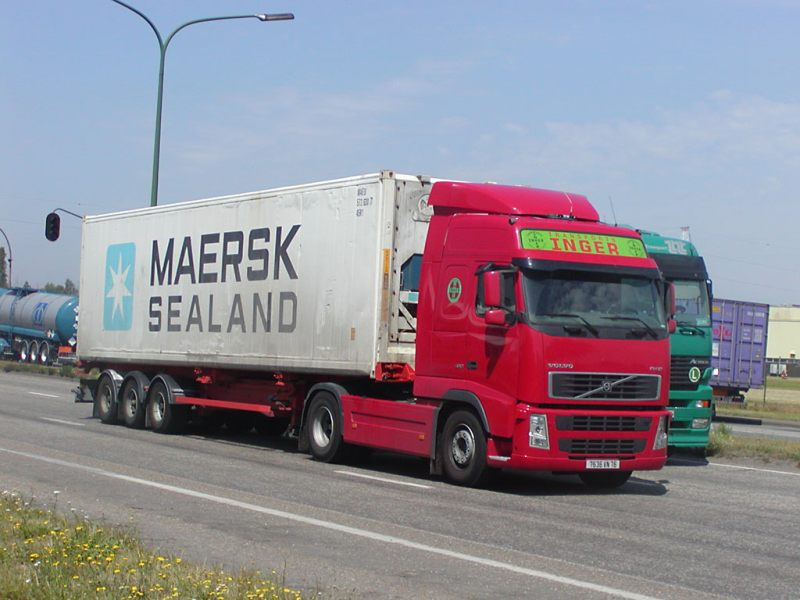
FH12（後期型）

FH/FMは、スウェーデンの商用車メーカー、ボルボ・トラックスにより製造・販売される大型トラックである。両車共に単車系・セミトラクタ系を設定するが、「FM」が単車系、「FH」がセミトラクタ系を主力とする。

## 概要
ボルボ・トラックスの主力車種であり、欧州市場を中心に世界市場で販売されており、これまでに40万台以上が販売された。車名の後に続く数字は、排気量をL単位で表している。なお、FMに関しては2005年以降からこの数字表記は廃止された。

## 歴史

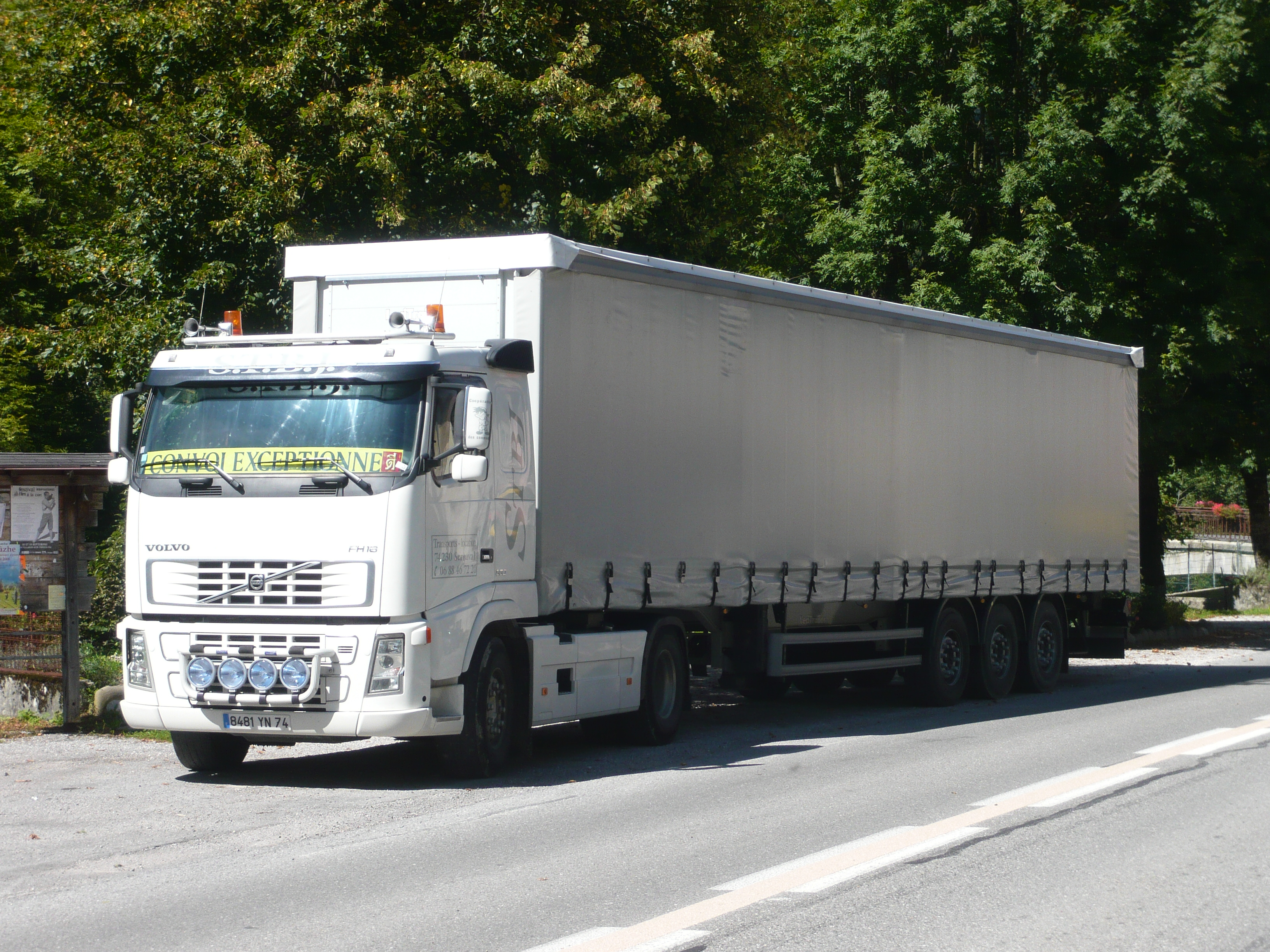
ボルボ・FH16

- 1993年 - Fシリーズ(F10/F12/F16)の後継としてFHが登場。
- 1994年 - 日本仕様車の正規輸入開始。
- 1998年 - FHの廉価モデルとしてFM(FM7/FM9/FM10/FM12)が登場。
- 2002年 - ビッグマイナーチェンジを実施。キャブの内外装が大幅に変更された。
- 2005年 - 日本仕様車のマイナーチェンジモデルの発売開始。エンジンは日本専用のD12Fを搭載し、新長期規制に適合。
- 2006年 - 欧州仕様のエンジンが12,000 ccのD12A/D12Bから13,000 ccのD13A/D13Bに変更され、FH16以外は単にFHと名乗るようになった。
- 2007年 - 日本仕様車のエンジンをD13Fに変更し、新長期規制に適合し、機械式ATのI-シフトを設定。
- 2010年 - これ以降ボルボ傘下のUDトラックス（旧・日産ディーゼル工業）[2]が大手企業向けに販売・アフターサービスを行なっている。
- 2012年 - 初のフルモデルチェンジとなった新型FHが欧州で発売開始。
- 2014年9月1日 - 新型FHが日本国内で発売開始。

## ラインナップ
- 単車系
- セミトラクタ系

## 車名の由来
- FHは、『Forward control High entry』（フォワード・コントロール・ハイ・エントリー）の頭文字を取った略称。
- FMは、『Forward control Medium height cab』（フォワード・コントロール・ミディアム・ハイト・キャブ）の頭文字を取った略称。